# Lazarus-Kirche (Larnaka)
Koordinaten: 34° 54′ 41,3″ N, 33° 38′ 5,5″ O
Die Lazarus-Kirche (auch Agios-Lazaros-Kirche) ist eine im späten 9. Jahrhundert errichtete Kirche in Larnaka, Republik Zypern. Sie liegt in der Nähe des Hafens von Larnaka und ist eine griechisch-orthodoxe Kirche der autonomen Kirche von Zypern, die dem Heiligen Lazarus von Bethanien geweiht ist, der hier angeblich 30 Jahre als Bischof wirkte. Sie ist eine weniger Mehrkuppelkirchen byzantinischen Stils in Zypern.

## Geschichte

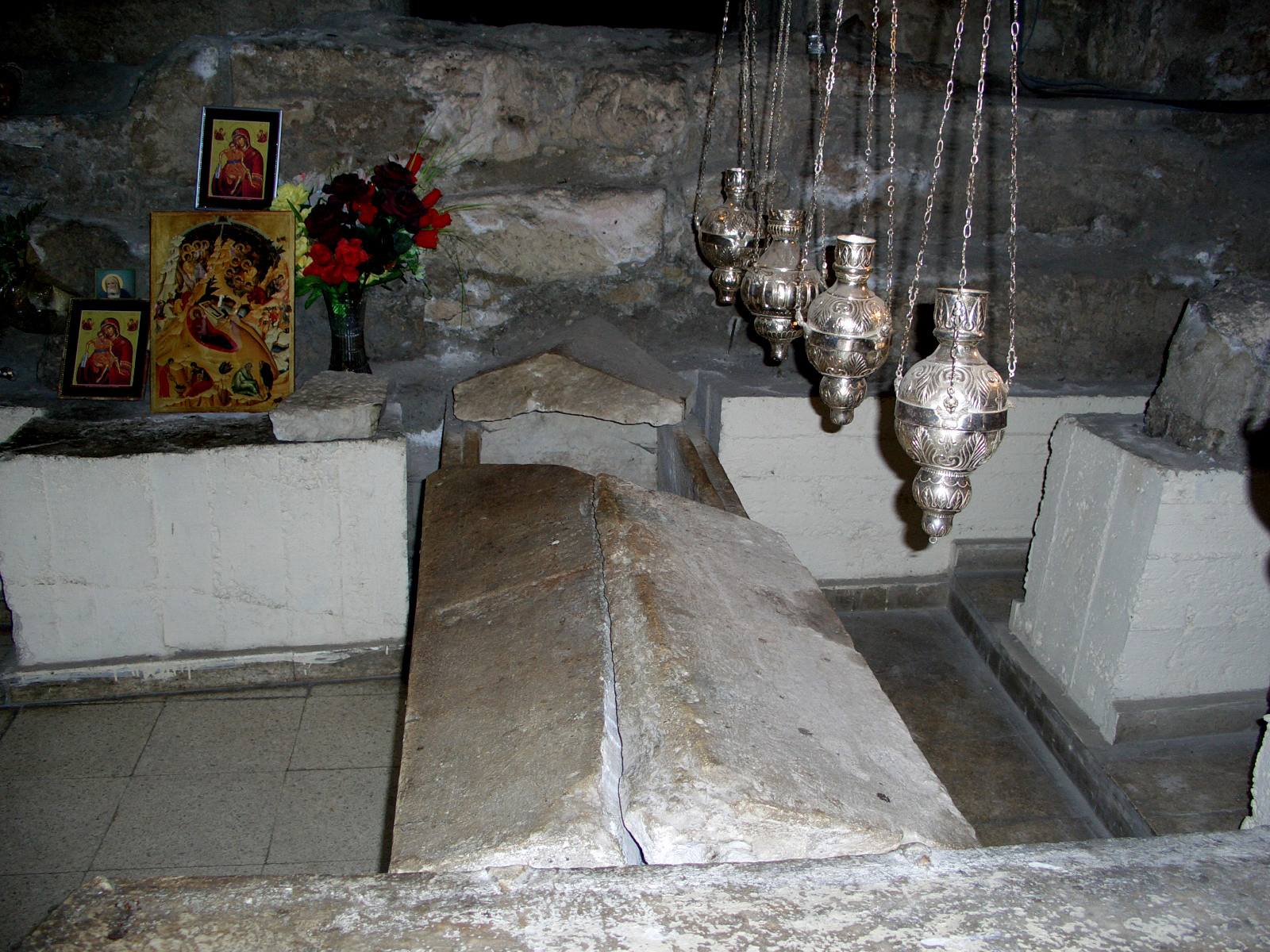
Schrein des Hl. Lazarus in der Krypta der Lazarus-Kirche

Zwar ist ein früherer Kirchenbau an dieser Stelle nicht belegt, es kann jedoch davon ausgegangen werden, dass diese Kirche auf dem Gelände eines früheren Friedhofes errichtet wurde, wovon Ausgrabungen Zeugnis geben.
Die erste Kirche dürfte die Form einer frühen dreischiffigen christlichen Basilika gehabt haben, die Dreiteilung der Sakristei weist auf eine Entstehungszeit nicht vor Mitte des 6. Jahrhunderts hin. Dieser Bau dürfte während der arabischen Herrschaft (649 – 965) zerstört worden sein.
Danach wurde an dieser Stelle eine kleinere wiederum dem Hl. Lazarus gewidmete Kirche errichtet. Davon wurde selbst in Konstantinopel Kenntnis genommen. So schickte (nach Angabe der Synaxarium von Konstantinopel – Codex Sirmondianus 12. – 13. Jahrhundert) der byzantinische Kaiser Leo VI. „der Weise“ eine Abordnung nach Larnaka, um diesen Ort der Verehrung zu finden. Es wurde dabei ein Sarkophag entdeckt, dessen Beschriftung „der vierte Tag Lazarus und Freund Christi“ den Schluss zuließ, der Schrein des Hl. Lazarus zu sein. Als Dank für die Überlassung (von Teilen?) der Gebeine des Heiligen wurde an dieser Stelle eine größere, die heutige Kirche errichtet. Die Gebeine aus dem Sarkophag wurden nach Konstantinopel gebracht, von wo sie 1204 von den Kreuzrittern geraubt und nach Marseille gebracht wurden. Von da gelangten sie in die Kirche St. Lazare in Autun in Burgund, wo sie heute verehrt werden.
Diese Kirche dürfte demnach zu Beginn des 10. Jahrhunderts gebaut worden sein und wurde vermutlich durch kaiserliche Mittel subventioniert, sodass die komplizierte architektonische Gestaltung als Mehrkuppelkirche mit drei eindrucksvollen Kuppeln ermöglicht wurde.
In den ersten Jahren der osmanischen Herrschaft wurden die Kuppel dieser orthodoxen Basilika und der ursprüngliche Glockenturm zerstört, als die Kirche in eine Moschee umgewandelt wurde.
Im Jahr 1589 wurde das Gotteshaus für 3000 türkische Silbermünzen den Osmanen wieder abgekauft, vermutlich wegen des christlichen Friedhofes. In den nächsten ca. 200 Jahren diente die Kirche sowohl als orthodoxe, als auch als katholische Kirche.
Die zwischen 1773 und 1782 von Chatzisavvas Taliadorou angefertigten kostbaren byzantinischen Ikonen und die einzigartige barocke Holzschnitzerei der mit Gold überzogenen Ikonostase aus den Jahren 1793 bis 1797 blieben bis heute erhalten. Einige hölzerne Teile des Altares und marmorne Teile der Kanzel stammen auch noch aus dem 17. Jahrhundert und wurden von den Katholiken verwendet.
Nach der osmanischen Zeit wurde der Kirchturm als Glockenturm im lateinischen Stil errichtet.
Starke Schäden richtete ein Feuer im Jahr 1970 an, wodurch große Teile der Inneneinrichtung zerstört und in den Jahren 1972 bis 1974 wieder restauriert wurden. Bei dieser Renovierung wurden unter dem Altar in einem Sarkophag auch Teile identifiziert, die dem Hl. Lazarus zugeordnet werden. Vermutlich wurden nicht alle Reliquien nach Konstantinopel gebracht.

## Beschreibung
Die heutige dreischiffige Kirche ist 31 m lang und 20 m breit und liegt etwa 1,5 m unter dem sie umgebenden Kirchenplatzniveau. Das mittige Hauptschiff wird von drei Kuppeln überwölbt. Antike korinthische Kapitelle, die als Spolien an den Vierungspfeilern verwendet wurden, und die aus dem 18. Jahrhundert stammende Ikonostase sind neben einer Ikone aus dem 17. Jahrhundert (sie zeigt die Auferstehung des Lazarus) die bedeutendsten Kunstgegenstände der Kirche. Der Zugang zur Grabkammer mit dem Schädel des Hl. Lazarus befindet sich im rechten Bereich der Ikonostase.
Die Kirche kann sowohl von hinten, als auch seitlich über die Seitenschiffe über Stufen betreten werden.
Der Glockenturm aus dem 19. Jahrhundert befindet sich südwestlich der Apsis und ist mit filigranen Steinmetzarbeiten verziert.

## Galerie

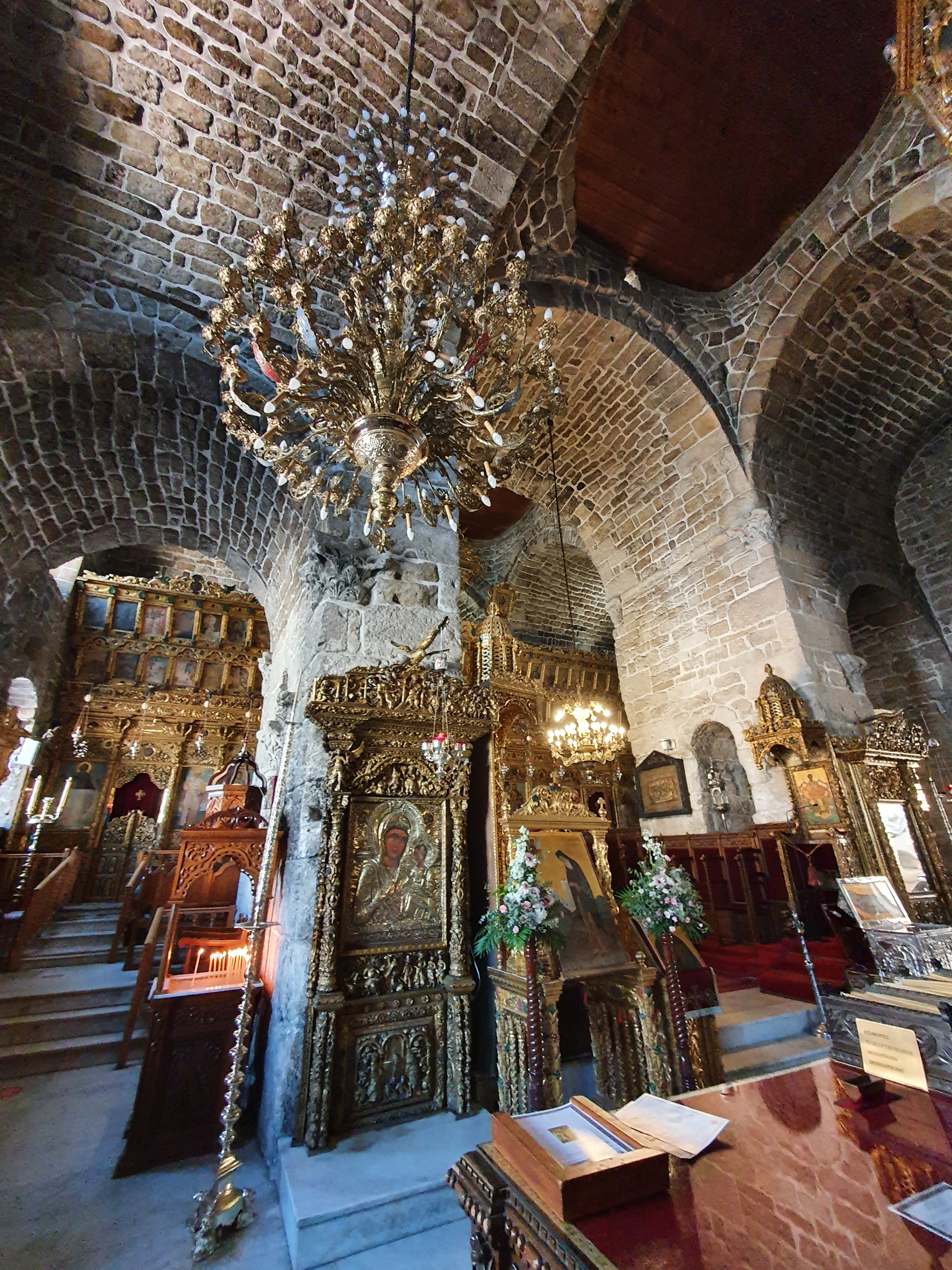
Innen der Kirche
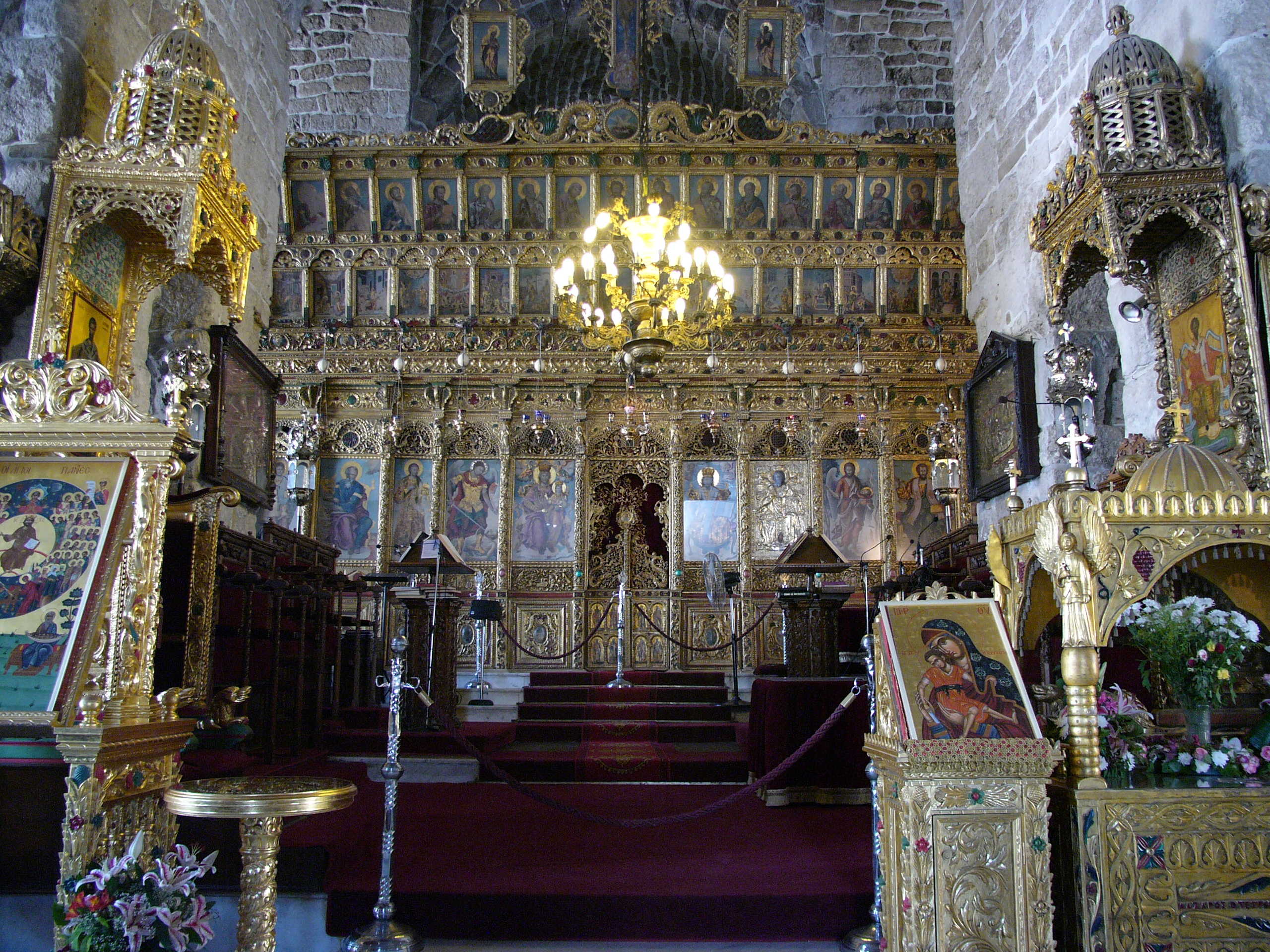
Ikonostase im Mittelschiff
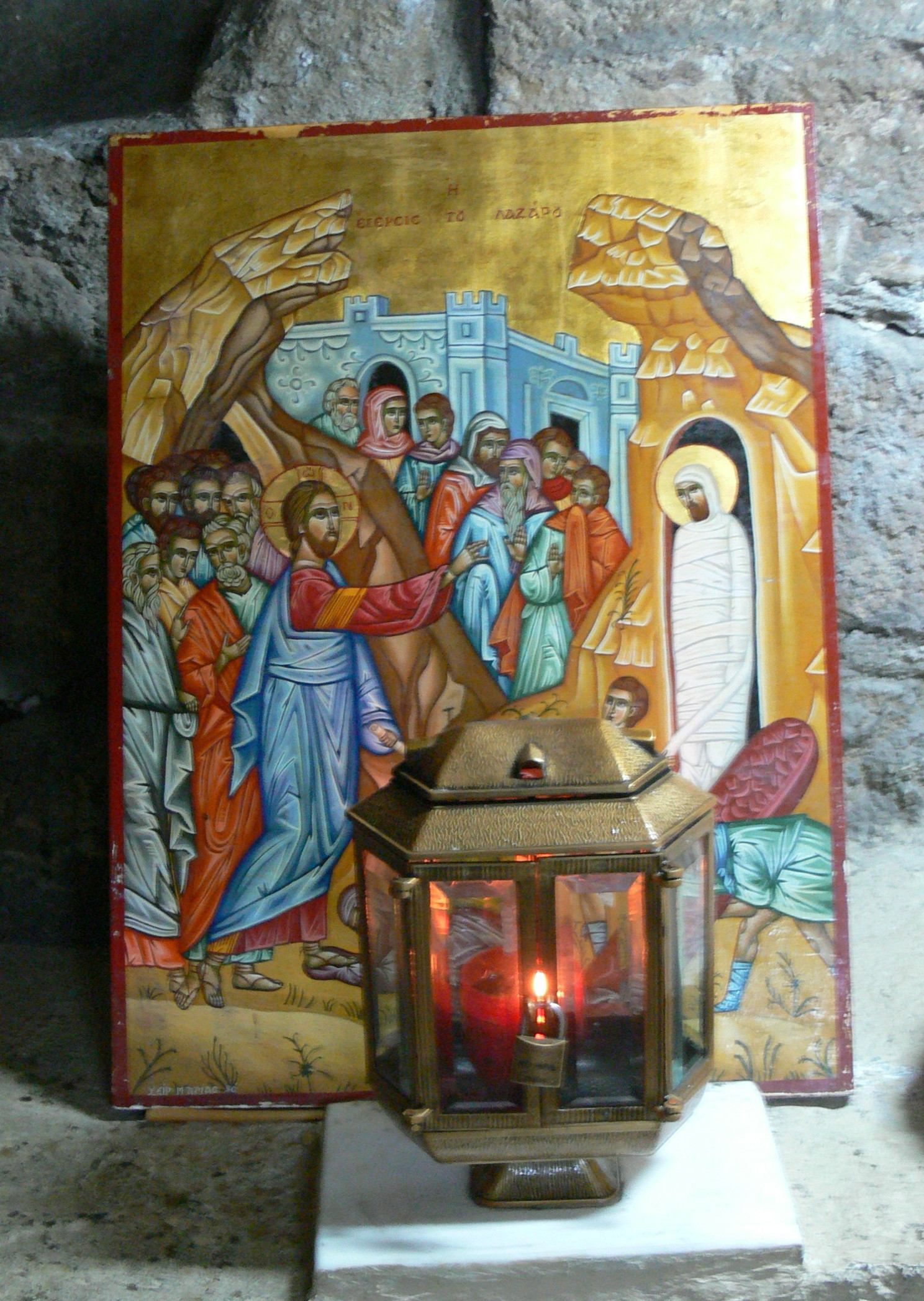
Ikone aus dem 17. Jahrhundert „Auferweckung des Lazarus“
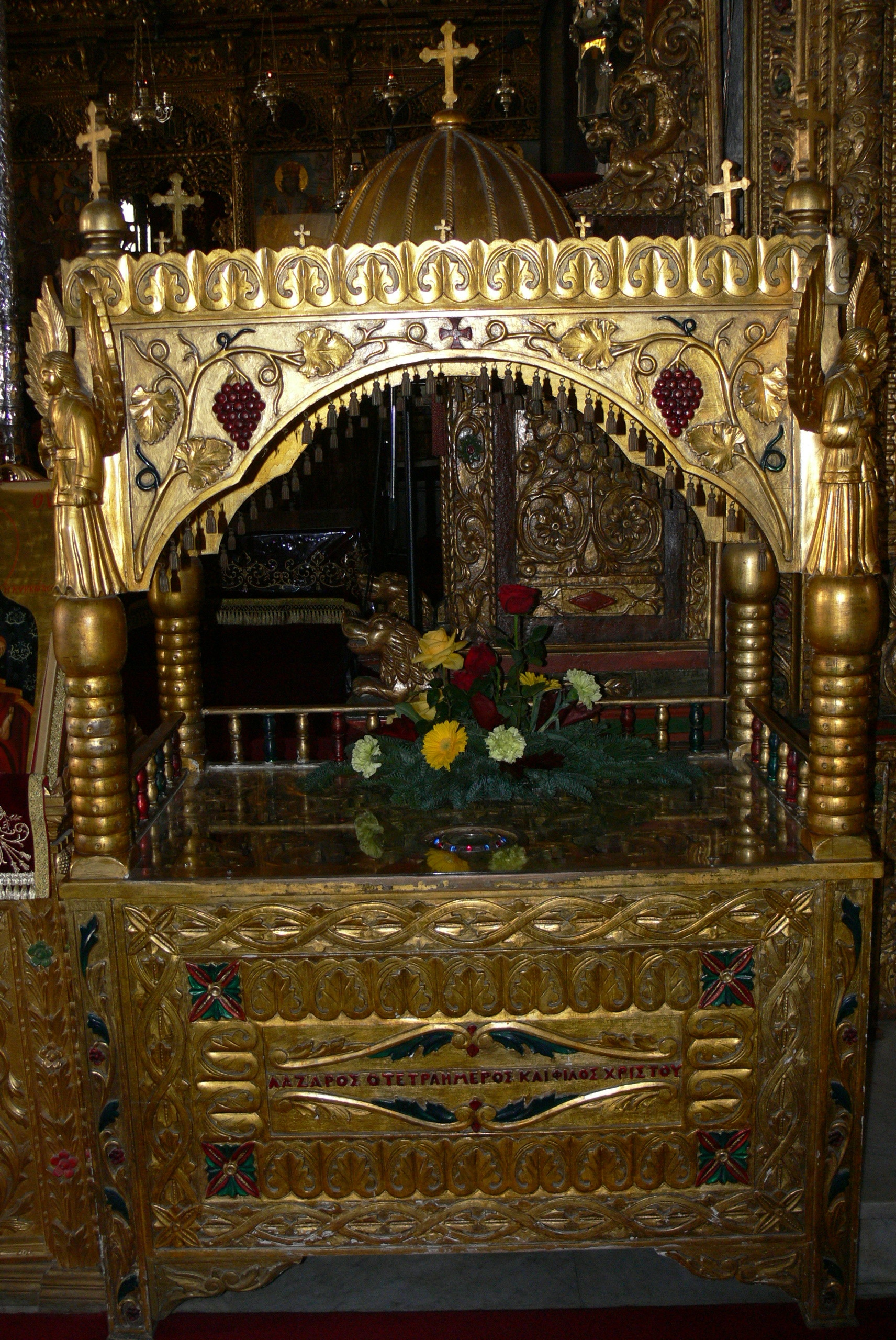
Die Lazarus-Reliquie
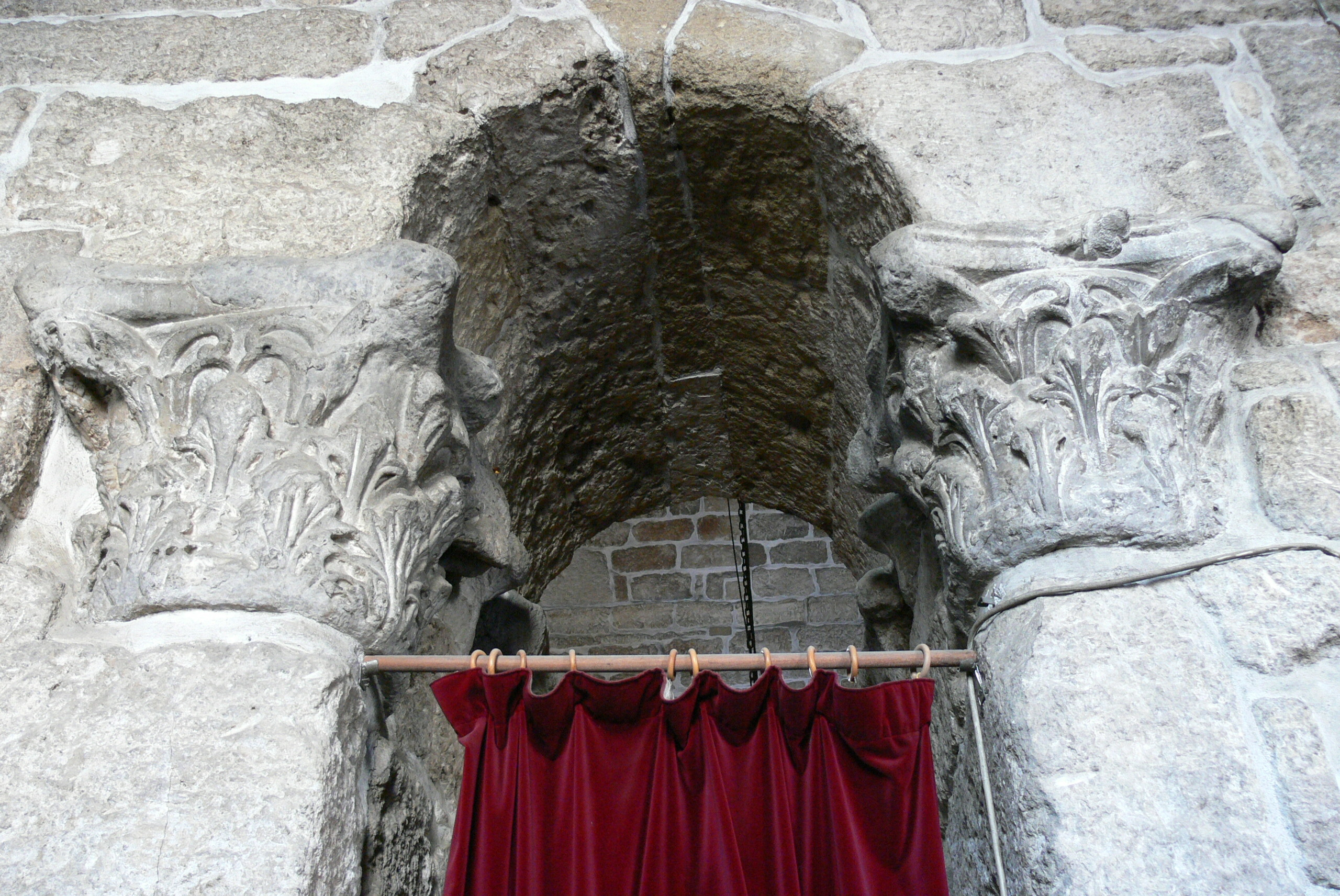
Korinthische Kapitelle in der Vierung
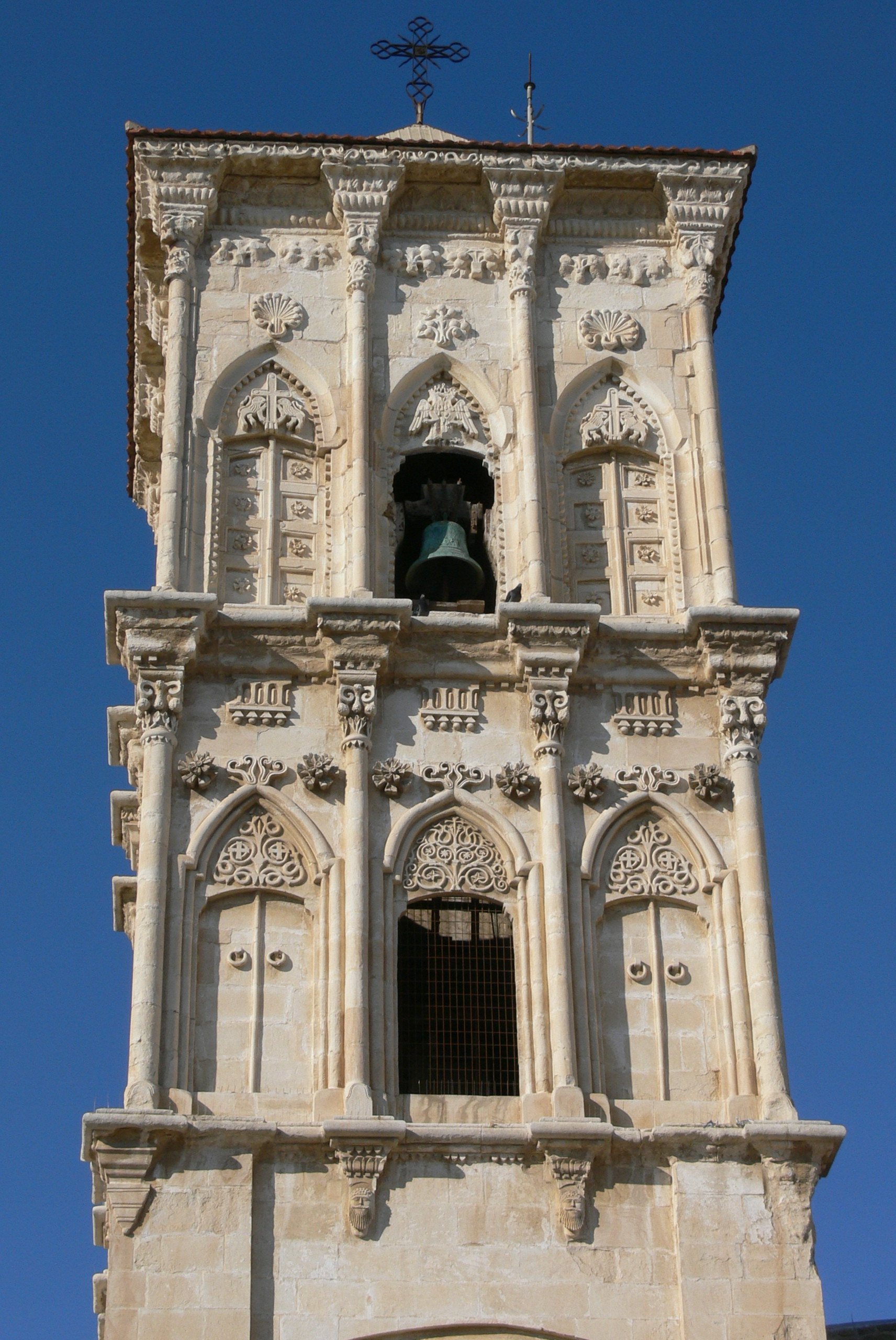
Glockenturm